# Joseph Dosu
Joseph Dosu (Abuja, 19 giugno 1973) è un ex calciatore nigeriano, di ruolo portiere.

## Carriera

### Club
Ha giocato in patria nel Julius Berger FC vincendo la Coppa nazionale nigeriana.
Nel 1996 fu tesserato dalla Reggiana anche se non giocò mai in Serie A; la sua carriera fu infatti interrotta nel 1997 quando ebbe un grave incidente automobilistico a Lagos che lo lasciò paralizzato.

### Nazionale
Con la Nazionale nigeriana era titolare nella formazione che vinse la medaglia d'oro ai Giochi olimpici di Atlanta 1996.
Con la Nazionale maggiore ha disputato 3 partite tra il 1996 e il 1997.

## Palmarès

### Nazionale
- Oro olimpico: 1

Atlanta 1996